# كريستينا هانسن
كريستينا هانسن (5 يونيو 1970 - ) هي لاعبة كرة قدم دانمركية في مركز الهجوم.

## وصلات خارجية
- كريستينا هانسن على موقع الاتحاد الدولي (مؤرشف)  (الإنجليزية)